# سیمون د کلونیرو
 سیمون د کلونیرو (انگلیسی: Simón de Colonia؛ – درگذشته ۱۵۱۱) یک معمار اهل اسپانیا بود.